# 謝敬
謝敬（1425年—？），字克恭，直隸德州衛人，明朝政治人物。同進士出身。

## 生平
景泰元年（1450年）庚午科順天府鄉試第三十九名。天順元年（1457年）丁丑科會試，中式第一百七十六名，殿試登進士第三甲第九十三名。

## 家族
曾祖父謝中成。祖父謝福得。父亲謝子信。